# جابريل ميلو
جابريل كوتو كايتانو دي ميلو (مواليد 23 يونيو 2000 في كوريتيبا - البرازيل) لاعب كرة قدم برازيلي يلعب في مركز الجناح . 

## مسيرة اللاعب
احترف في الإمارات في نادي كلباء ونادي دبا الفجيرة ونادي العروبة.

## روابط خارجية
جابريل ميلو على موقع قاعدة بيانات كرة القدم.إي يو (الإنجليزية)
- جابريل ميلو على موقع Soccerway.com (الإنجليزية)